# The Curse of Caste
The Curse of Caste è un cortometraggio muto del 1914 diretto da Reginald Barker.

## Produzione
Il film fu prodotto dalla Domino Film Company.

## Distribuzione
Distribuito dalla Mutual, il film - un cortometraggio in due bobine - uscì nelle sale statunitensi il 30 luglio 1914.